# Saturazione della capacità produttiva
Con il termine saturazione della capacità produttiva si indica la condizione in cui la produzione di una determinata azienda, ovvero di una singola divisione aziendale e più in generale di ogni singolo processo produttivo complesso stabile, è al suo massimo teorico, avendo come dati i macchinari (ovvero la componente investimenti in attrezzature a fecondità ripetuta) e la forza lavoro (ovvero i livelli di lavoro "normali" e la possibilità di aumentare i livelli produttivi senza costi eccessivi).
Il campo di applicazione della definizione fa riferimento a un qualsiasi processo produttivo che abbia una sua ripetizione periodica (ovvero non sia un processo produttivo ad hoc) e in cui vi siano più singole azioni collegate tra di loro da un nesso, anche debole, di correlazione.
Alcune teorie non considerano la forza lavoro come dato ipotizzando che l'azienda possa tranquillamente aumentarla in relazione alle proprie necessità.

## Il calcolo delgrado di saturazione
Dal rapporto tra livello di produzione attuale e massimo teorico della produzione si deriva il Grado di saturazione della capacità produttiva.
Lo studio della funzione per calcolare la produzione massima teorica, in particolare l'analisi dei componenti della funzione, è molto utile ad individuare eventuali colli di bottiglia nel processo produttivo, dato che il collo di bottiglia, se presente, condiziona il massimo produttivo teorico.
La conoscenza del grado attuale di saturazione è un importante strumento nella gestione aziendale, visto che permette alla stessa di poter ottimizzare il proprio processo produttivo e per programmare le proprie strategie.

## Ciclo continuo e ciclo normale
Da questa impostazione economica derivano due modelli di impostazione della produzione :
- Produzione a ciclo continuo, in cui si massimizza la produzione in funzione della presenza di macchinari, riducendo i costi e commisurando la forza lavoro alle necessità del modello. Il modello ha come vantaggio la riduzione dei costi dovuta all'ottimizzazione del processo, ma lascia una struttura rigida che non può variare per reagire a minori o maggiori esigenze aziendali, ovvero del mercato
- Produzione a ciclo normale, in cui si cerca di lasciare un margine di produzione teorica non utilizzata (con relativi costi opportunità e costi per sovradimensionamento) in cambio di una maggiore flessibilità. Essa viene attuata studiando il massimo teorico dovuto ai macchinari e portando il livello della forza lavoro ad un livello minore, ma lasciando la possibilità di ampliare/aumentare la produzione in tempi ristretti, in base alle esigenze, senza costi eccessivi.